# Aâma
Aâma is een sciencefictionstrip in vier delen van de Zwitserse stripauteur Frederik Peeters. De oorspronkelijke Franstalige uitgave verscheen bij Gallimard. In het Nederlands werd de strip uitgegeven door Sherpa.

## Inhoud
Verloc Nim is een boekverkoper in een futuristische wereld waar boeken overbodig zijn geworden. Hij lijdt onder een ziekte en onder een scheiding, maar verkiest zijn vrijheid en weigert de implantaten die de vermogens van de andere mensen verbeteren. Hij vergezelt zijn broer Conrad op een expeditie naar een onbewoonde planeet, op zoek naar de vreemde substantie aâma.

## Achtergrond
Peeters ziet de consumptiemaatschappij beschreven in Aâma als een uitvergroting van de onze, waar geluk gelijk gesteld wordt met het bezit van de laatste technische snufjes. 
Peeters citeert Moebius als zijn ultieme inspiratiebron. Peeters stond zelf model voor het uiterlijk van Verloc Nim. De andere personages zijn vaak gebaseerd op portretten van bekende Renaissance-schilders.

## Albums
1. De geur van warm stof
2. De onzichtbare menigte
3. De spiegelwoestijn
4. Je wordt fantastisch, meisje